# 런 투 유 (영화)
"런 투 유"(Run 2 U)는 한국에서 제작된 강정수 감독의 2002년 액션, 드라마, 멜로/로맨스 영화이다. 채정안 등이 주연으로 출연하였고 황인선 등이 제작에 참여하였다.

## 출연

### 주연
- 채정안
- 다카하시 카즈야
- 야마시타 데츠오
- 오자와 마쥬

### 조연
- 오카자키 레이
- 오오쿠라 죠니
- 최란
- 이호재
- 왕빛나
- 변경수

## 기타
- 제작총지휘: 이창석
- 프로듀서: 신정윤
- 제작부: 하정완
- 제작부: 이동윤
- 제작부: 노선화
- 제작부: 강승완
- 조명: 조성각
- 스크립터: 김영아
- 조감독: 홍용수
- 조감독: 김길형
- 조감독: 허진호
- 조감독: 김부년
- 녹음: 김탄영
- 특수효과: 이정일
- 의상: 김혜진
- 홍보: 푸른나무